# Província del Gualivá
La província de Gualivá és una subregió del departament de Cundinamarca, Colòmbia. Està conformada pels municipis d'Albán, La Peña, La Vega, Nimaima, Nocaima, Quebradanegra, San Francisco, Sasaima, Supatá, Útica, Bergara i Villeta, aquesta última declarada la seva capital. Aquests municipis es troben en rangs d'altitud des dels 800 fins als 2000 msnm, clima montano baix, amb dues èpoques d'estiu, una de gener a març i una altra de juny a agost. La seva temperatura mitjana és de 23 °C, i compta amb una precipitació mitjana de 1500 mm anuals  amb dos períodes de pluja.